# 永井尚佐
永井 尚佐（ながい なおすけ）は、美濃加納藩の第4代藩主。尚庸系永井家7代。
旗本太田直熹（永井尚備の次男）の次男。官位は従五位下、山城守、出羽守、肥前守。幼名は友吉、初名は直弼。

## 経歴
寛政2年（1790年）10月29日、先代永井直旧が嗣子なくして死去したため、従弟にあたる尚佐が末期養子となって9歳で家督を継いだ。寛政10年（1798年）12月16日、従五位下山城守に叙任された。後に出羽守、肥前守に改める。幕府から大坂加番を命じられた。寛政10年から翌年にかけて、領内では洪水を契機として百姓一揆が起こり、藩政では多難を極めた。
文化5年（1808年）、諱を直弼から尚佐と改めた。文政2年(1819年)7月8日、奏者番に任じられた。西の丸年寄を経て文政10年12月20日、若年寄に任じられた。のち大御所徳川家斉付となった。
天保10年（1839年）5月18日、57歳で死去した。法号は仁山義顕正改院。跡を次男の尚典が継いだ。

## 系譜
父母
- 太田直熹（実父）
- 永井直旧（養父）

正室
- お喜勢 ー 肥前国島原藩主戸田忠寛の娘

側室
- 浦江

子女
- 永井尚典（三男）生母はお喜勢（正室）
- 牧野贇成
- 永井直幹（七男）生母は浦江（側室） - 一族の大和国新庄藩主永井直養の養子となり、跡を継いだ。
- 岡田善功正室
- 永井尚応正室
- 越前国敦賀藩主酒井忠毗継室